# Seznam britanskih šahovskih velemojstrov
Seznam britanskih šahovskih velemojstrov.

## A
- Michael Adams

## C
- Murray Chandler

## E
- John Emms

## G
- Joseph Gallagher

## H
- Julian Hodgson

## K
- Raymond Keene

## M
- Colin McNab
- Luke McShane
- Jacques Mieses
- Tony Miles
- Paul Motwani

## N
- John Nunn

## P
- Jonathan Penrose

## R
- Jonathan Rowson

## S
- Nigel Short
- Jon Speelman

## W
- Chris Ward (šahist)